# Tuolba
La Tuolba è un fiume della Siberia orientale (Sacha-Jacuzia), affluente di destra della Lena.
Nasce dalle propaggini nordoccidentali dell'altopiano dell'Aldan, scorrendo successivamente in direzione nordorientale, ricevendo gli affluenti Syalysardach (95 km) e Sytygan (58 km). È gelato, mediamente, da fine ottobre a metà maggio. Ha una lunghezza di 395 km e il suo bacino è di 15 800 km². Confluisce nella Lena a 1 875 km dalla foce. Ha una portata di 63.22 m³/s a 43 km dalla foce.